# Idir Chender
Idir Chender, né le 20 février 1987 à Lyon, est un acteur et metteur en scène français.

## Biographie
Idir Chender grandit à Lyon dans une famille de 3 enfants. Son père, Saïd Chender, est responsable dans un bureau d'études et sa mère, Rachida Chender, est d'abord mère au foyer puis assistante maternelle.
Après un bac S obtenu en 2005, il interrompt successivement des études de médecine puis de droit pour intégrer en 2009 la section Théâtre du conservatoire de Lyon sous la direction de Philippe Sire, Magali Bonnat, Gilbert Caillat et Laurent Brethome. En plus de développer le jeu d’acteur, il s’essaye à la mise en scène avec sa première création : Catharsis en six temps pour comédien majeur. À l'issue de ces 2 années de formation, il intègre le Conservatoire national supérieur d'art dramatique (CNSAD), sous la direction de Dominique Valadié, Nada Strancar puis Michel Fau.
Il se fait remarquer dans Occidental de Neïl Beloufa puis, c’est la révélation quand il interprète un des personnages principaux, celui d'Eric Wizeman, dans le polar d'Olivier Marchal, Carbone.
En 2017, il met en scène et interprète Sous la peau, une création du collectif La petite aiguille au Théâtre de Belleville.
En 2021, les téléspectateurs de France 2 le remarquent dans le téléfilm Les héritiers diffusé en première partie de soirée.

## Filmographie

### Cinéma

#### Longs métrages
- 2016 : Occidental de Neïl Beloufa : Antonio
- 2017 : Carbone d'Olivier Marchal : Eric Wizman
- 2018 : Paul Sanchez est revenu de Patricia Mazuy : Yohann Poulain
- 2018 : Opération Beyrouth (Beirut) de Brad Anderson : Karim Abou Rajal
- 2019 : Selfie de Thomas Bidegain, Marc Fitoussi, Tristan Aurouet, Cyril Gelblat et Vianney Lebasque : Marco
- 2024 : Fario de Lucie Prost : Medhi

#### Courts métrages
- 2010 : La triste vie de Joachim Marcheville de Kor Wentemn et Yoan Orszulik : le moniteur du rêve
- 2011 : Ne m'oublie pas d'Augustin Caggiano : l'homme
- 2012 : Qui ne saute pas de François Desagnat : Jean Vatier
- 2013 : TWE d'Itvan Kebadian : Stal
- 2013 : Big Bad Man d'Alexandre Garacotche : le patient schizophrène
- 2014 : Maître-chien de Jean-Alain Laban : Khalid
- 2014 : Le Silence du léopard de Viken Arménian : Amine

### Télévision

#### Séries télévisées
- 2014 : Engrenages, saison 5, épisodes 7, 8 et 10 de Frédéric Balekdjian : Marouane 'Sherif'
- 2015 : Cherif, saison 2, épisode 5 de Pierric Gantelmi d'Ille : Damien Rosovski
  - Désaccords majeurs
- 2015 : Virage Nord, 3 épisodes de Virginie Sauveur : Akim Farouk
  - La Clé
  - Le Miroir
  - Nicolas
- 2021 : Alger confidentiel de Frédéric Jardin : Aziz Amrani
- 2024 : Citoyens clandestins de Laëtitia Masson : Meunier

#### Téléfilms
- 2021 : Les Héritiers de Jean-Marc Brondolo : Mehdi
- 2023 : Meurtres à Bayeux de Kamir Aïnouz : Vincent Clerc

## Théâtre

### Comédien
- 2010 : Catharsis en six temps pour comédien majeur d'Idir Chender, mise en scène de l'auteur, au TNG de Lyon, CNSAD
- 2010 : La Vie de Galilée de Bertolt Brecht, Théâtre Kantor de Lyon
- 2012 : Deux Labiche de moins d'après Eugène Labiche, mise en scène Nicolas Bouchaud, Théâtre de l'Aquarium
- 2013 : Café d'Edward Bond, mise en scène Dominique Valadié, au CNSAD
- 2014 : Compilation Bretch d'après Bertolt Brecht, au CNSAD
- 2015 : Richard III d'après William Shakespeare d'après William Shakespeare, mise en scène Margaux Eskenazi, Théâtre de Belleville
- 2017 : Sous la peau création du collectif La petite aiguille, mise en scène Idir Chender, Théâtre de Belleville

### Mise en scène
- 2010 : Catharsis en six temps pour comédien majeur d'Idir Chender, au TNG de Lyon, CNSAD
- 2017 : Sous la peau création du collectif La petite aiguille au Théâtre de Belleville

## Distinction
- César 2018 : présélection « Révélation » pour le César du meilleur espoir masculin pour Carbone